# Echinopsis schickendantzii
Echinopsis schickendantzii là một loài thực vật có hoa trong họ Cactaceae. Loài này được F.A.C.Weber mô tả khoa học đầu tiên năm 1896.

## Hình ảnh

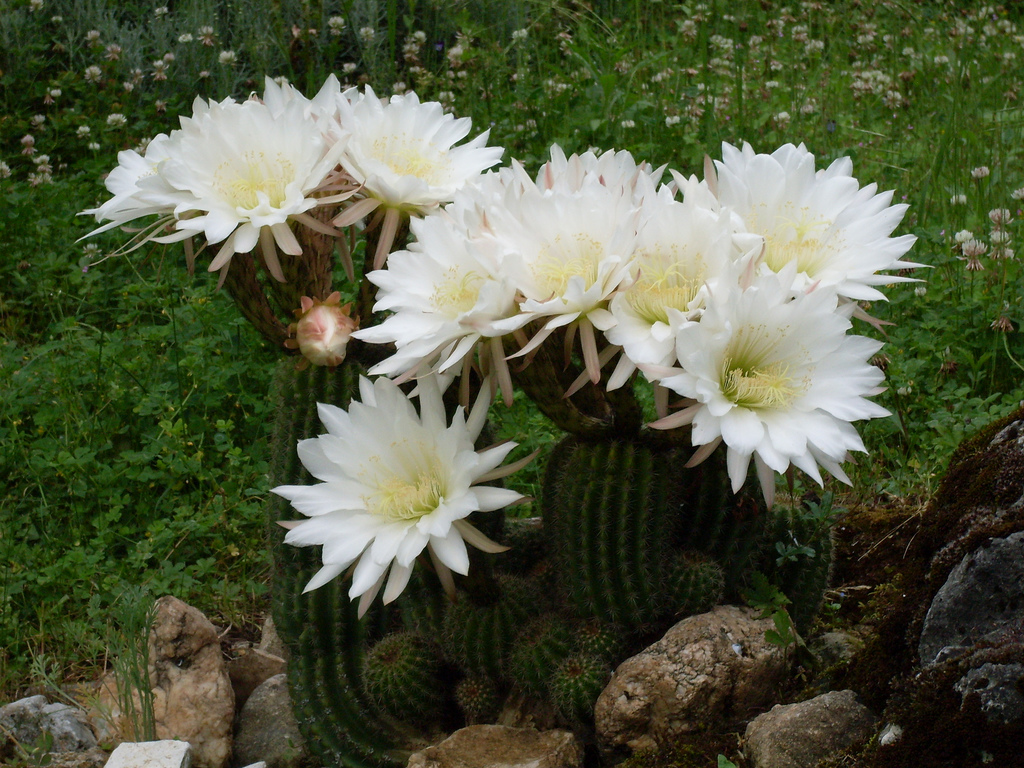
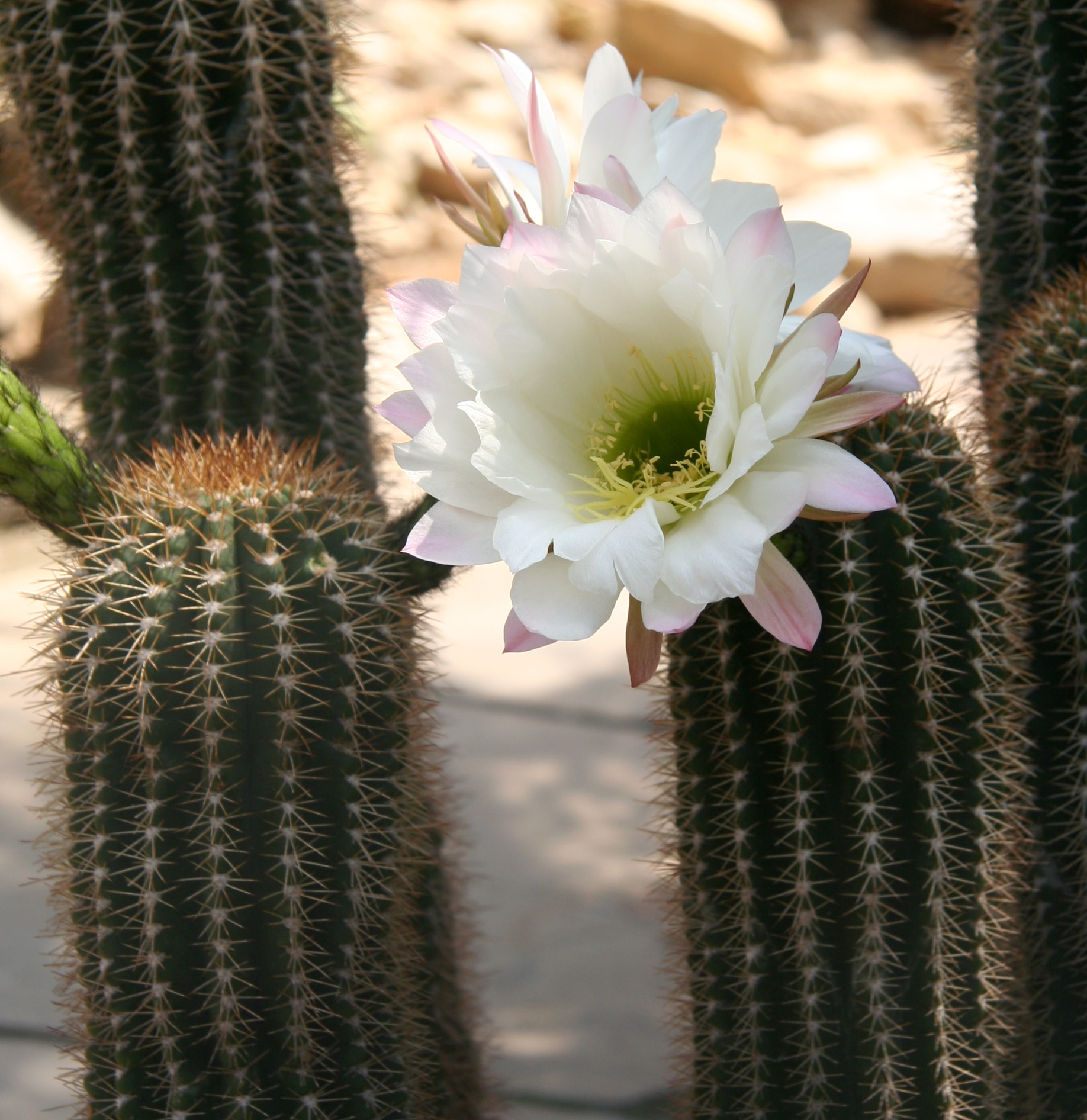
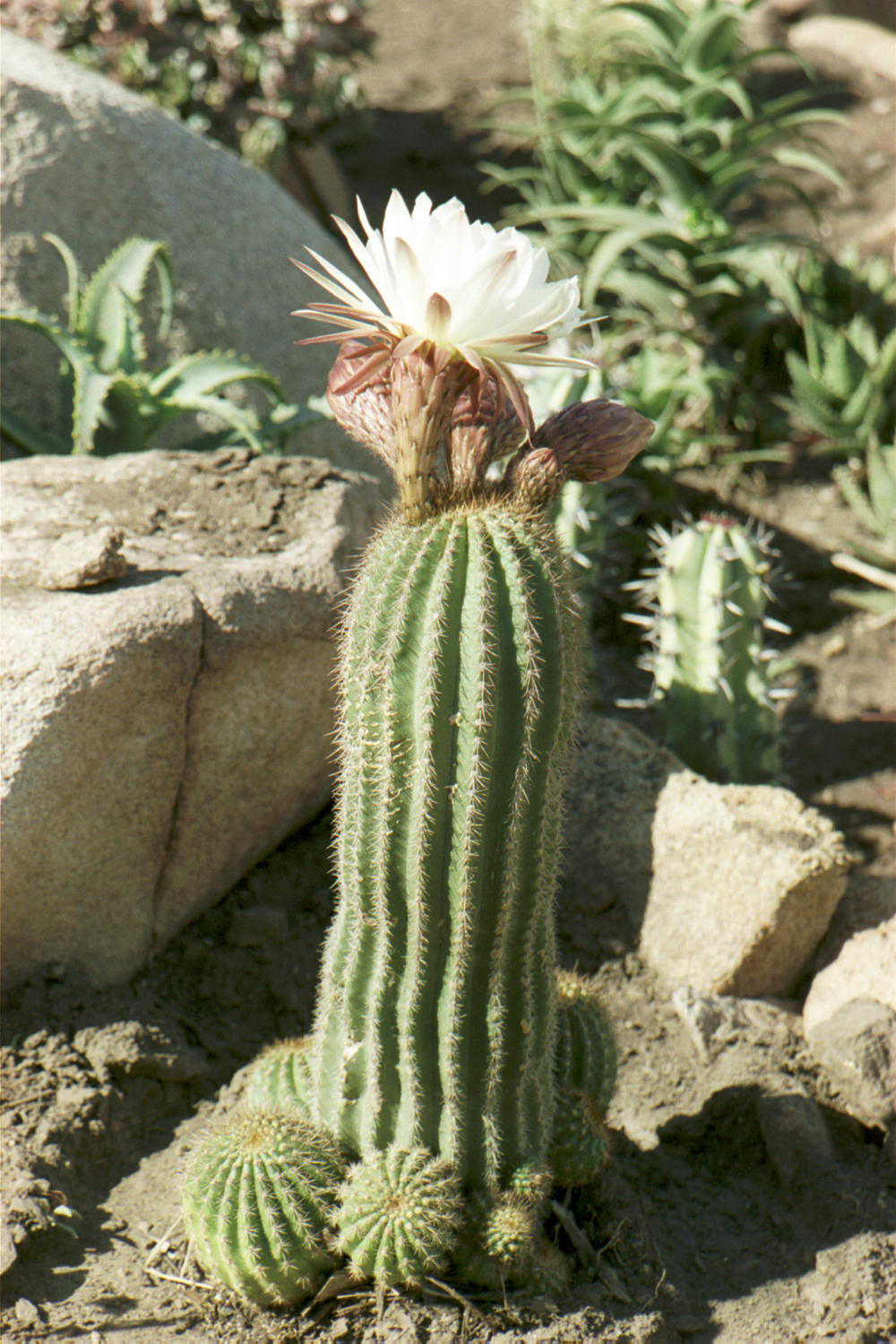
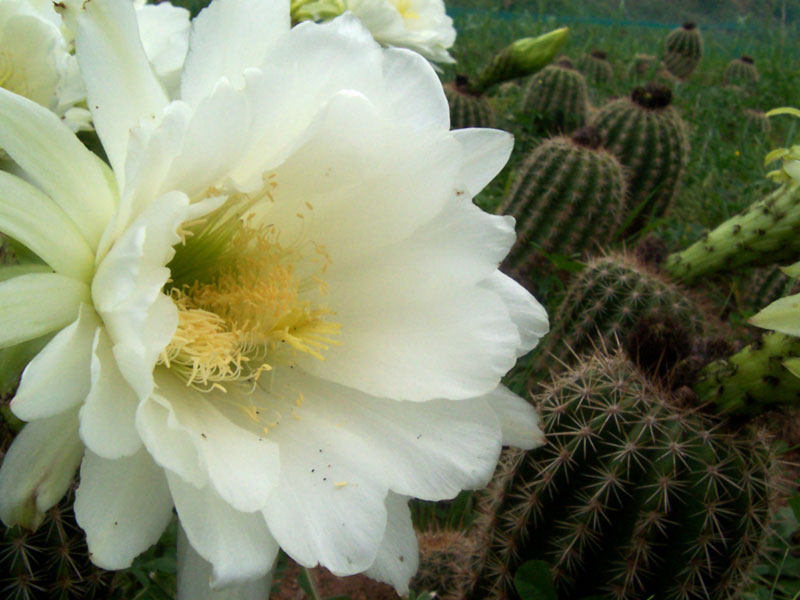